# Barbacou brun
Nonnula brunnea
Espèce
Répartition géographique
Statut de conservation UICN

 LC  : Préoccupation mineure
Le Barbacou brun (Nonnula brunnea) est une espèce d'oiseaux de la famille des bucconidés (ou Bucconidae).